# 2018年菲律賓甘蔗田屠殺
2018年10月20日當地時間晚間9點45分，一群槍手闖入菲律賓西內格羅省沙街一間甘蔗田的竹棚中開槍掃射，槍擊持續了約十分鐘，造成正在用晚餐的九名農民罹難，其中包括四名婦女與兩名未成年青年，歹徒隨後還焚燒了三名罹難者的遺體。罹難者多為左翼團體全國甘蔗農聯合會（Negros Federation of Sugar Workers, NFSW）的成員。這起槍擊案有可能與正進行中的菲律賓土地改革有關。